# تصميم الغرفة النظيفة
عملية تصميم الغرفة النظيفة (بالإنجليزية: Clean room design)‏ هي عملية تطوير البرمجيات التي تهدف إلي إنتاج برمجيات لها مستوى معتمد من [الوثوقية reliability]. وقد تم تطوير عملية الغرفة النظيفة في الأصل عن طريق Harlan Mills والعديد من زملائه بما في ذلك Alan Hevner من شركة آي بي إم. وتركيز عملية الغرفة النظيفة هو على الوقاية من الخلل، بدلا من إزالة الخلل. وقد تم اختيار اسم «الغرفة النظيفة» Cleanroom لاستحضار غرفة نظيفة المستخدمة في صناعة الإلكترونيات للوقاية من إدخال الخلل أثناء تصنيع شبه موصل. وكان أول استخدام لعملية الغرفة النظيفة هو في منتصف الثمانينات. وقد بدأت المشروعات الإيضاحية في أوائل التسعينات. وقد فحص عمل مؤخر في عملية الغرفة النظيفة دمج الغرفة النظيفة مع قدرات التحقق الآلي التي توفرها المواصفات الموجودة في [عمليات الاتصال التسلسلية CSP].

## المبادئ المحورية
المبادئ الأساسية لعمليات الغرفة النظيفة هي:
تطوير البرمجيات القائم على [الطرق الرسمية formal methods]
يستخدم تطوير الغرفة النظيفة طريقة [Box Structure] لتحديد وتصميم منتج برمجي. ويتم القيام بالتحقق من أن التصميم ينفذ الخاصية من خلال مراجعة الفريق.
التنفيذ ألتزايدي في ظل [ضبط الجودة الإحصائية statistical quality control]
يستخدم تطوير الغرفة النظيفة مدخلا [تكراريا]، والذي فيه يتم تطوير المنتج من خلال إضافات والتي تزيد بشكل تدريجي من الوظيفة المنفذة. ويتم قياس جودة كل إضافة مقابل معايير موضوعة مسبقا من أجل التحقق من أن عملية التطوير تسير على نحو مقبول. والفشل في تحقيق معايير الجودة يؤدي إلي توقف فحص الإضافة الحالية، والعودة إلي مرحلة التصميم.
الفحص الصحيح إحصائيا
يتم تنفيذ فحص البرمجيات في عملية الغرفة النظيفة كتجربة إحصائية. وبناء على الخاصية الرسمية، يتم انتقاء مجموعة فرعية تمثيلية من مسارات إدخال/إخراج البرمجيات وفحصها. وبعد ذلك يتم تحليل هذه العينة لإنتاج تقييم لوثوقية البرمجية، ومستوى الثقة في ذلك التقييم.

## وصلات خارجية
- An introduction نسخة محفوظة 24 أكتوبر 2020 على موقع واي باك مشين.

قالب:Software Engineering